# Restonica-Tal
Das Restonica-Tal führt von der im Zentrum Korsikas gelegenen Stadt Corte ins Gebirge. Die durch das Tal führende Straße ist sehr schmal und überwindet auf einer Entfernung von 15 km einen Höhenunterschied von fast 1000 m.
Am Ende des Tales findet sich in 1370 m die Bergerie de Grotelle. Zwei Ziele, die innerhalb von einer bzw. zwei Stunden erreichbar sind, sind die beiden Seen  Lac de Melo und Lac de Capitello. Von beiden wird der Fluss Restonica gespeist.
Oberhalb des Tales liegt nach 1000 m Aufstieg der Oriente-See.
Seit Ende der 1990er Jahre wurden auch im Tal zahlreiche moderne Klettertouren erstbegangen und mit Bohrhaken gesichert.

## Weblinks

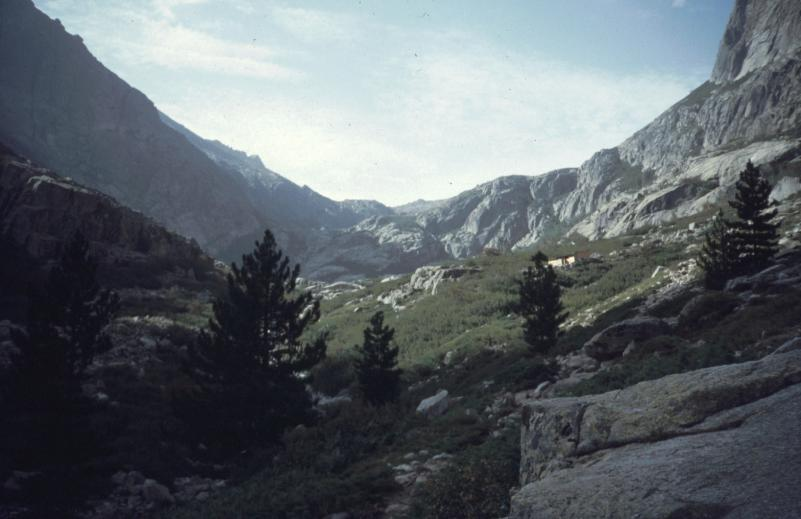
Blick in Richtung Lac de Capitello und Lac de Melo
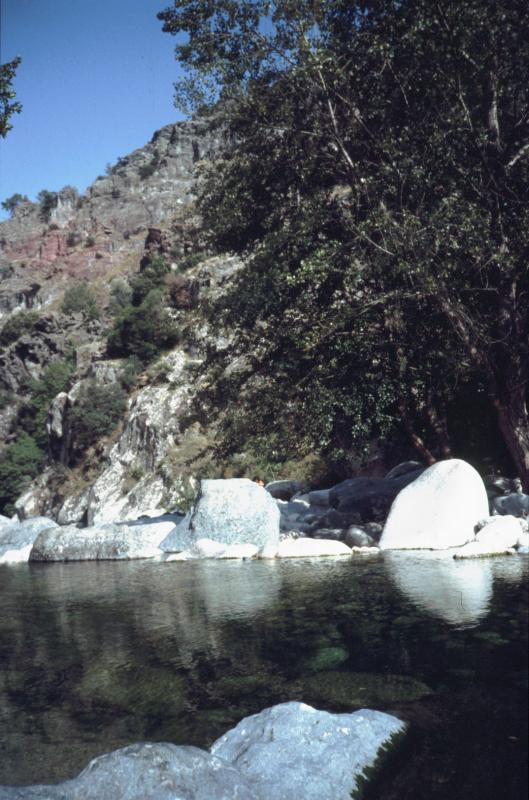
Der Fluss Restonica lädt zum Baden ein
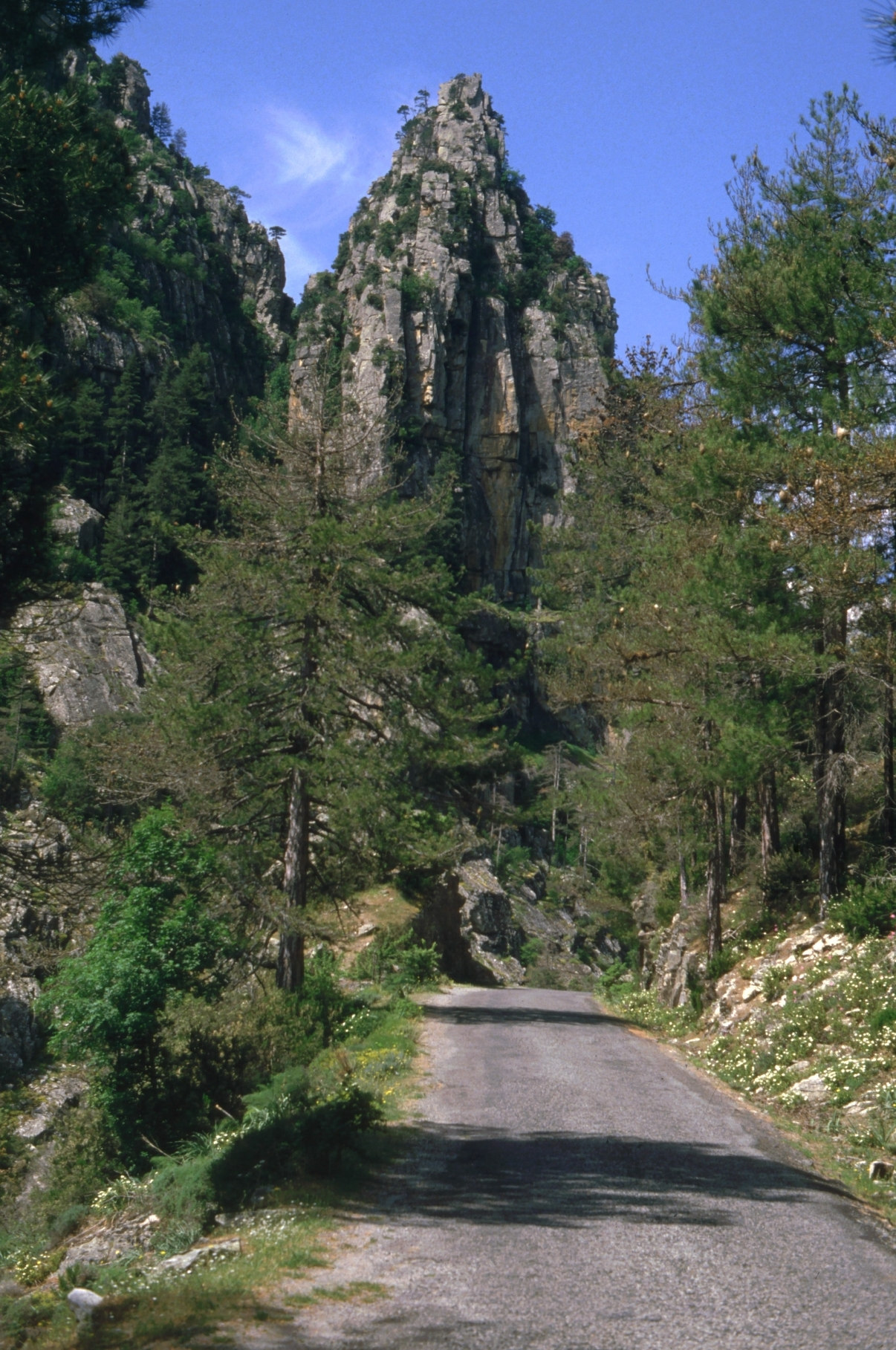
Ausblick im Restonica-Tal
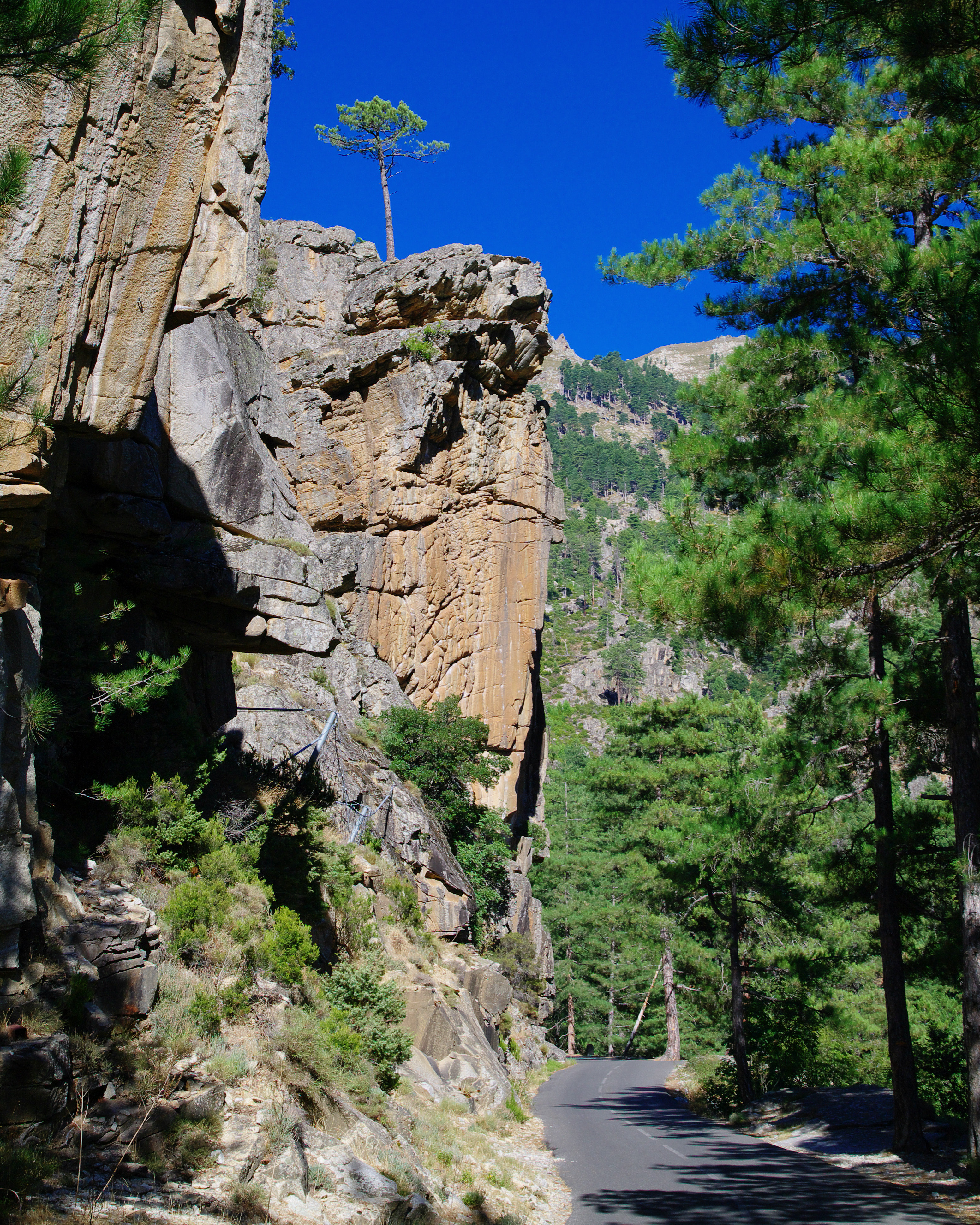
Ausblick im Restonica-Tal
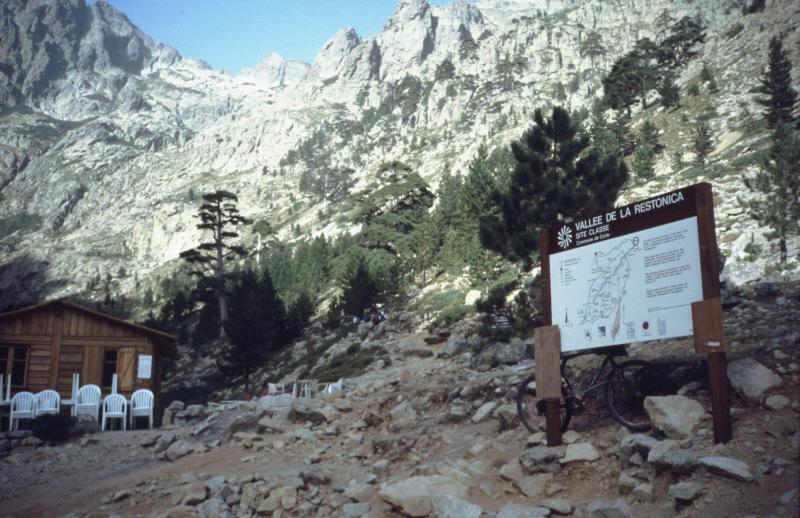
Altes Bild der Bergerie Grotello am Ende des Restonica-Tals (~1995)